# South Kensington (film)
South Kensington è un film del 2001 diretto da Carlo Vanzina.
Il film ha per protagonisti Enrico Brignano, Giampaolo Morelli e Rupert Everett, che unicamente in questo film ha recitato in italiano (senza essere doppiato) così come Elle Macpherson.

## Trama
Nick Brett vive a Londra in una casa lussuosa, ma a causa di debiti è costretto a subaffittare alcune camere. Antonio Pinardi, arrivato a Londra da Positano per studiare l'inglese, affitta una delle stanze. Oltre ad Antonio nella casa abita anche Francesco, impiegato da un'importante banca della City.
Una sera entrambi decidono di andare a vedere una partita della nazionale italiana di calcio a casa di Massimo, un amico di Francesco. Il giorno seguente Antonio in autobus viene derubato del portafogli contenente 2.000 sterline e di conseguenza non può iscriversi alla scuola. Intanto Francesco, al lavoro in banca, guadagna 2.000 sterline per aver puntato su un listino danese, il quale ha guadagnato il 14% alla Borsa di Francoforte. Con questi soldi decide di andare a Roma e fare una sorpresa alla sua ragazza. Arrivatovi scopre che la sua ragazza, Giulia, ha una relazione con un suo amico e decide di lasciarla.
In seguito sia Antonio che Francesco incontrano due splendide ragazze londinesi, una altolocata e un’altra di media classe, e fra loro si accende subito l'amore.

## Curiosità
La partita che i protagonisti seguono in tv, in una scena del film, è Italia-Lituania valida per la qualificazione ai Mondiali di calcio 2002, finita 4 a 0. La partita, nella realtà, si giocò il 28 marzo 2001 a Trieste, nel film invece si gioca il 9 luglio. Come viene detto nel film, Alessandro Del Piero segnò due gol in occasione del match. Gli altri due gol vennero segnati da Filippo Inzaghi.